# Серхіо Габрієль Мартінес
Се́рхіо Габріе́ль Марті́нес (ісп. Sergio Gabriel Martínez, 21 лютого 1975) — аргентинський професійний боксер, чемпіон світу за версіями IBO (2003—2004), WBC Interim (2008—2009) і WBC (2009—2010) у першій середній вазі, WBO (2010), WBC (2010—2011, 2012—2014) і The Ring (2010—2014) у середній вазі.

## Рання спортивна кар'єра
Спортивна кар'єра Мартінеса почалась з професійного велоспорту і футболу.
Почав займатись боксом в 20 років. В 1997 році завоював титул чемпіона Аргентини.
На чемпіонаті світу 1997 року переміг в першому турі Яні Раухала (Фінляндія), а в другому програв румунському боксеру Адріану Д'якону. Після цього вирішив перейти до професійного боксу.

## Професіональна боксерська кар'єра
Провівши перших 17 боїв в Аргентині проти суперників невисокого рівню, 19 лютого 2000 року в Лас-Вегасі вийшов на бій проти мексиканця Антоніо Маргарито. Поєдинок почався невдало для Мартінеса — вже в першому раунді він побував у нокдауні. Бій завершився у сьомому раунді технічним нокаутом, Мартінес зазнав першої поразки.
21 червня 2003 року, здобувши в Манчестері перемогу одностайним рішенням суддів над британцем Річардом Вільямсом, завоював титул чемпіона світу за версією IBO у першій середній вазі. Після успішного захисту титулу в бою з Адріаном Стоуном 17 квітня 2004 року у Белфасті вдруге зустрівся в бою з Річардом Вільямсом і переміг знов нокаутом в дев'ятому раунді.
4 жовтня 2008 року в Темекулі Мартінес завоював титул «тимчасового» чемпіона за версією WBC у першій середній вазі, перемігши Алекса Бунема. У травні 2009 року Мартінес був підвищений до повноцінного титулу.

### Мартінес проти Вільямса
5 грудня 2009 року в Атлантик-Сіті відбувся бій в середній вазі між Серхіо Мартінесом і Полом Вільямсом (США), який пізніше був названий кандидатом на бій року. У першому раунді Вільямс та Мартінес по одному разу збили один одного з ніг. Далі бій був дуже близьким і завершився перемогою американця рішенням більшості суддів.

### Мартінес проти Павліка

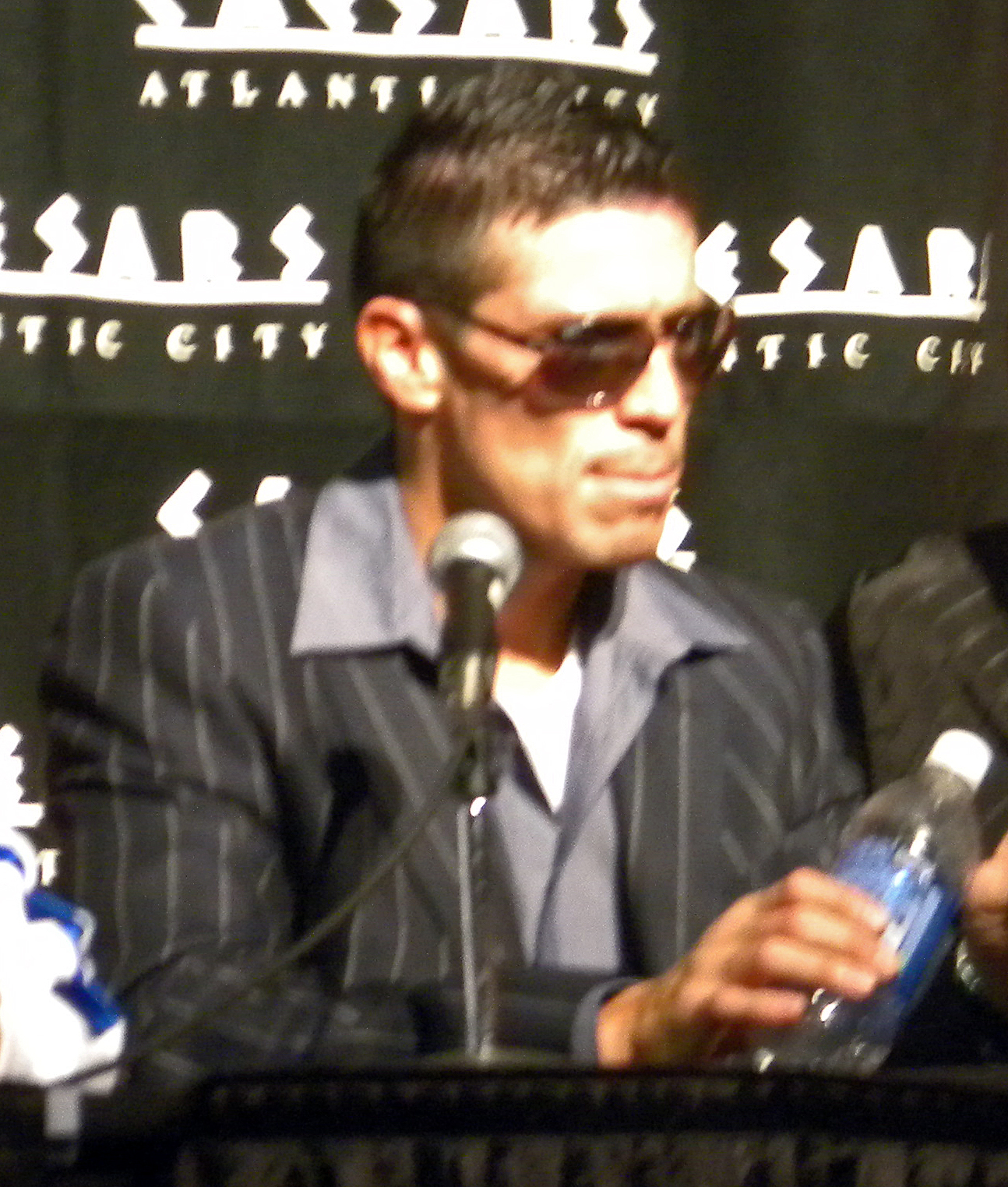
Мартінес на прес-конференції 18 квітня 2010 року

Після вдалого дебюту у середній вазі в наступному бою 17 квітня 2010 року Мартінес зустрівся з чемпіоном світу за версіями WBO, WBC і The Ring у середній вазі американцем Келлі Павліком. Претендент домінував в більшості раундів бою і здобув впевнену перемогу одностайним рішенням суддів. Хоча в контракті був пункт про матч-реванш, Павлік вирішив його не застосовувати.
Оскільки Мартінес залишався чемпіоном у першій середній вазі і завоював титули у середній вазі, йому довелося визначатися, в якій вазі він продовжить виступи. За вісім тижнів після бою з Павликом, не дочекавшись рішення Мартінеса, WBO позбавило його свого титулу. Пізніше Мартінес повідомив WBC, що він продовжить виступи в середній вазі і готовий звільнити свій титул у першій середній вазі.

### Мартінес проти Вільямса II

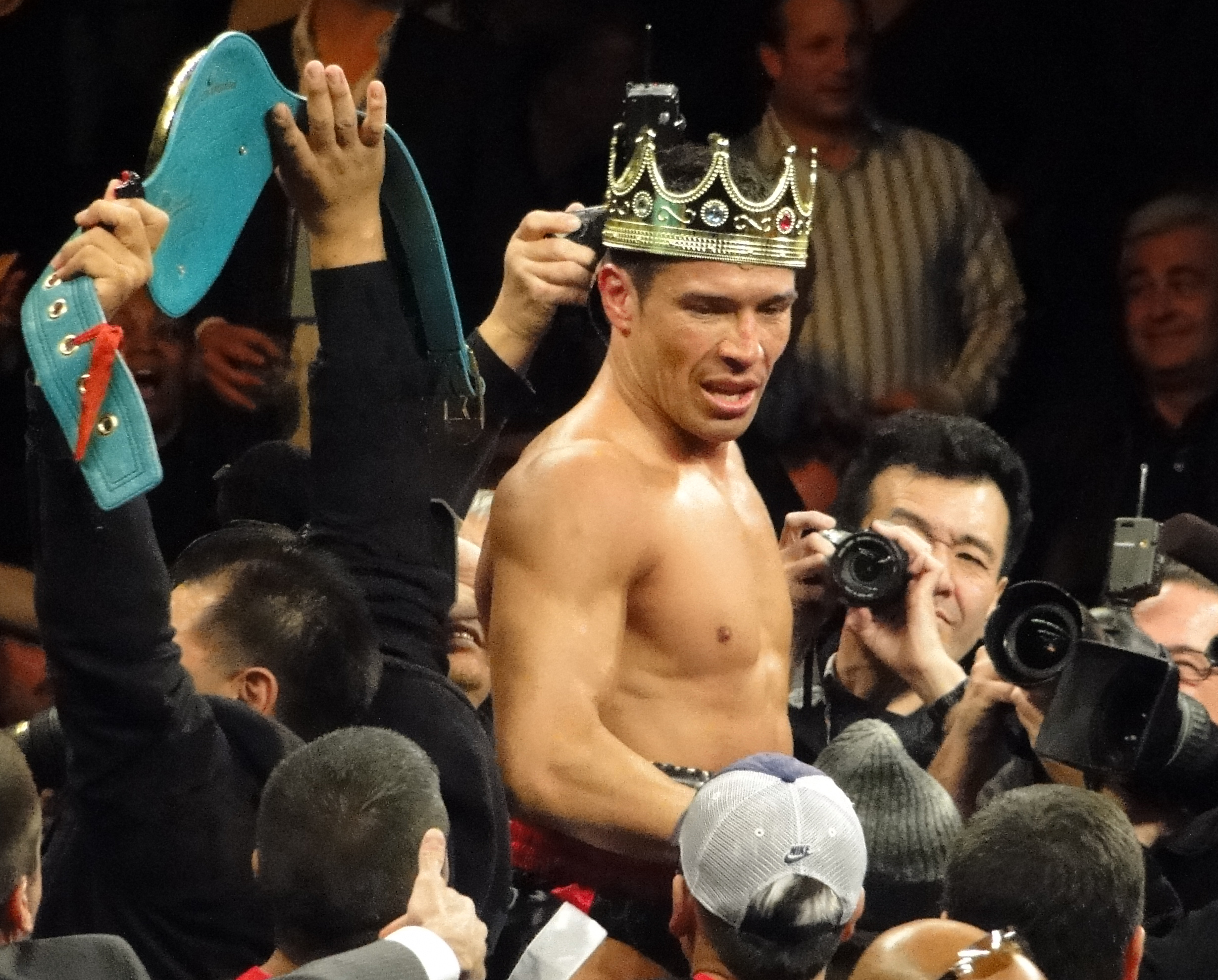
Мартінес після перемоги над Вільямсом

20 листопада 2010 року відбувся другий бій між Мартінесом і Полом Вільямсом. Приблизно через хвилину після початку другого раунду Мартінес нокаутував Вільямса ударом лівої руки. Цей нокаут отримав звання нокаут року за версією журналу «Ринг».
У січні 2011 року Світова боксерська рада позбавила Мартінеса титулу за те, що він відмовився битися зі своїм обов’язковим суперником Себастіаном Збіком (Німеччина).
12 березня 2011 року Мартінес вийшов на бій за вакантний пояс WBC Diamond проти чемпіона WBO в першій середній вазі Сергія Дзиндзирука (Україна) і переміг його технічним нокаутом у восьмому раунді. Дзиндзирук п'ять разів побував у нокдауні.
Наступним переможеним суперником став до того непереможний Даррен Баркер (Велика Британія), якого Мартінес нокаутував в одинадцятому раунді правим хуком.
17 березня 2012 року Мартінес захистив титул WBC Diamond в бою проти Метью Макліна (Велика Британія).

### Мартінес проти Чавеса
15 вересня 2012 року Серхіо Мартінес вийшов на бій проти непереможного чемпіона WBC мексиканця Хуліо Чавеса-молодшого. Мартінес просто знищив свого конкурента. Бій проходив з його величезною перевагою. Чавес зумів надіслати претендента в нокдаун в середині дванадцятого раунду, але Мартінес піднявся і продовжив бій, обмінюючись ударами. Мартінес переміг одностайним рішенням суддів — 117–110, 118–109 і 118–109. Крім того, після бою Чавес дав позитивний результат на допінг. В результаті він отримав штраф у розмірі 20 000 доларів і був усунений Світовою боксерською радою на невизначений термін.

### Мартінес проти Котто
Завдавши 27 квітня 2013 року поразки ще одному до того непереможному претенденту Мартіну Мюррею (Велика Британія), 7 червня 2014 року Мартінес вийшов на бій проти колишнього чемпіона світу у трьох категоріях Мігеля Котто (Пуерто-Рико). Котто тричі надсилав аргентинця в нокдаун у першому раунді. Далі чемпіон трохи вирівняв бій, але в дев'ятому раунді знов опинився в нокдауні. Його тренер зупинив бій. Мартінес втратив свої титули WBC і The Ring.
13 червня 2015 року Мартінес оголосив про свій відхід з боксу у віці 40 років, заявивши, що причинами його рішення були старіння та травми коліна.

### Повернення на ринг
2020 року Серхіо Мартінес після шести років відпочинку повернувся на ринг і впродовж трьох років здобув п'ять перемог над суперниками невисокого рівню.